# Eberhard Trautner
Eberhard „Ebbo“ Trautner (* 7. Februar 1967 in Stuttgart-Bad Cannstatt) ist ein ehemaliger deutscher Fußballspieler. Der Torwart war im Laufe seiner Profikarriere ausschließlich beim VfB Stuttgart aktiv, als Ersatzmann stand er jedoch im Schatten von insbesondere Eike Immel und Franz Wohlfahrt.

## Karriere
In der Jugend spielte er beim FSV Oßweil, bei der SpVgg 07 Ludwigsburg und bei den Amateuren des VfB Stuttgart. Er war beim VfB Stuttgart in der Bundesliga von 1986 bis 2001 Ersatztorhüter der Profimannschaft, zeitweise war er parallel Stammtorhüter der Amateurmannschaft. Im Sommer 1991 zog er sich einen Beinbruch zu, so dass die Schwaben Siegfried Grüninger für eine Spielzeit als Ersatzmann zurückholten – beide blieben aber als Vertreter von Eike Immel in der Meistersaison 1991/92 ohne Einsatz Ersatzmänner. 1995 ernannte der neu verpflichtete Trainer Rolf Fringer Nachwuchsmann Marc Ziegler zur neuen Nummer 1, nach dem daraufhin folgenden Abschied Immels zu Manchester City blieb Trautner Ersatzmann, rückte aber in der Hierarchie zudem hinter den vom FC Augsburg verpflichteten Thorsten Walther und spielte wieder regelmäßig in der Oberliga Baden-Württemberg für die Reservemannschaft. Im Juli 1996 kam er zu einem Europapokalspiel im UI-Cup, als die beiden Konkurrenten ausfielen, und er beim 4:0-Erfolg über den nordirischen Klub Cliftonville FC das Tor hütete. Kurze Zeit später holte der Klub nach der gescheiterten Verpflichtung von Andreas Köpke den Österreicher Franz Wohlfahrt, Walther verließ den Klub in Richtung Fortuna Düsseldorf, so dass Trautner hinter Ziegler dritter Torhüter blieb. 1998 stieg er mit den VfB-Amateuren in die Regionalliga Süd auf, wo er mit dem Nachwuchstorhüter Timo Hildebrand Konkurrenz bekam. Nachdem dieser 1999 nach dem leihweisen Abschied Zieglers zu Arminia Bielefeld in die Profimannschaft aufgerückt war, war Trautner erneut Stammtorhüter der Amateurmannschaft und gewann mit dieser im WFV-Pokal 1999/00 durch einen 3:1-Erfolg über die Amateurmannschaft des seinerzeitigen Bundesligakonkurrenten SSV Ulm 1846 den Titel. Anschließend rückte er erneut zur Nummer 2 hinter Hildebrand bei den Profis auf, ehe er seine Karriereende für 2001 und den Wechsel in den Trainerstab ankündigte. Im April 2001 wurde er von Manager Rolf Rüssmann suspendiert. Insgesamt bestritt er in dieser Zeit 32 Bundesligaeinsätze.
Von 2001 bis 2011 war Trautner nahezu durchgängig Torwarttrainer der ersten Mannschaft des VfB Stuttgart. Unter Giovanni Trapattoni gehörte er zum Trainerstab der zweiten Mannschaft, nach der Verpflichtung von Armin Veh wurde er dessen Assistent. Nach der Ankunft von Trainerassistent Alfons Higl zwei Monate später rückte er wieder auf die Torwarttrainerposition und betreute später unter anderem Jens Lehmann und Sven Ulreich. Danach wurde er beim VfB, der Andreas Menger als neuen Torwarttrainer verpflichtet hatte, Torhüterkoordinator im Jugendbereich. Im gleichen Jahr absolvierte er den unter Leitung des DFB-Torhüter-Chefausbildners Jörg Daniel erstmals durchgeführten Leistungslehrgang Torwarttraining des DFB.
Zur Saison 2016/2017 verließ Trautner den VfB Stuttgart nach über 30 Jahren und wechselte als Torhüterkoordinator zu RB Leipzig. Parallel betreibt er auf freiberuflicher Basis eine in seiner Ludwigsburger Heimat registrierte Torwartschule für Nachwuchstorhüter. Dort war er bis 2020 tätig. Anschließend war er von 2020 bis 2023 Torwartkoordinator beim belgischen Verein KV Ostende.
Seit Sommer 2023 ist Trautner Torwarttrainer der zweiten Mannschaft des 1. FC Köln. Zudem ist er als Ausbilder im dortigen Nachwuchsleistungszentrum tätig.

## Persönliches
Trautner ist verheiratet und hat zwei Kinder. Sein Sohn Tobias ist ebenfalls Fußballtorwart.

## Erfolge als Spieler
- Deutscher A-Jugendmeister 1984
- UEFA-Cup-Finale gegen den SSC Neapel 1989
- Deutscher Meister 1992
- Ligapokal-Sieger 1992
- DFB-Pokalsieger 1997
- Europapokalfinalist 1998 gegen Chelsea London
- WFV-Pokalsieger 2000